# Uomo dell'Olmo
Con Uomo dell'Olmo o Homo dell'Olmo ci si riferisce a un reperto archeologico ritrovato in località Olmo (Arezzo), provincia di Arezzo. Nelle fonti disponibili è nominato variabilmente con i termini cranio, calotta cranica o anche uomo fossile dell'Olmo . L'ultima analisi del reperto, eseguita nel 1950 da un paleontologo del Museo di storia naturale di Londra lo definisce come un Homo Sapiens vissuto circa 50.000 anni fa, contemporaneamente a popolazioni di uomini di Neanderthal; ciò ne farebbe il primo esemplare di tale specie ad essere ritrovato nella penisola italica. 

## Storia del ritrovamento
Il ritrovamento del cosiddetto Homo dell'Olmo avvenne il 16 giugno 1863 durante i lavori di realizzazione di una breve galleria lungo la tratta ferroviaria Roma-Firenze nel territorio di Olmo (Arezzo), che avrebbe portato per la prima volta il treno ad Arezzo. Il reperto fu rinvenuto a una quindicina di metri di profondità, nella parte scavata a trincea, associato a resti di elefante e di cavallo. Il geologo e paleontologo Igino Cocchi ne fu forse lo scopritore o forse la prima persona a eseguire un'analisi dei resti. Il ritrovamento si inserì tra l'altro nel clima di dibattito evoluzionistico dell'epoca e aiutò ad approfondire il legame tra geologia e paletnologia come strumenti concertabili di indagine sull'evoluzione. Assieme al cranio venne ritrovata anche una punta in selce di tipo musteriano, ma di questa non è nota la relazione stratigrafica col cranio.

## Analisi sul reperto
Il geologo e paleontologo Igino Cocchi, membro della Società Italiana di Antropologia, fu il primo a studiare il cranio, collegandolo a un individuo che avrebbe vissuto sulle sponde dello smisurato lago che occupava la Valdichiana nel pleistocene superiore.
L'archeologo Gian Francesco Gamurrini non fu dello stesso avviso, proponendo che i resti potevano appartenere a una delle tante tombe romane presenti lungo la Cassia Vetus.
Fu all'incirca tra il 1964 e il 1980 che il cranio fu trasferito a Firenze, dove ancora oggi si conserva nel Museo di Preistoria.
Negli ultimi decenni dell'Ottocento, gli antropologi Armand de Quatrefages e Giuseppe Sergi ritennero che l'Homo dell'Olmo fosse un Neanderthal. Negli anni 1920 gli studi si accentuarono con l'utilizzo di indagini sempre più precise e scientifiche, fino al 1950, quando Kenneth Oakley del Museo di storia naturale di Londra confermò la contemporaneità della testa ai resti di altri animali rinvenuti nello stesso strato geologico, databili a circa 50.000 anni fa.
Lo stesso studioso inglese, con il sistema della fluorimetria, determinò che si trattava di un individuo di sesso femminile vissuto nell'ultima Glaciazione Würm.
Secondo la sua perizia, sebbene contemporaneo dell'Uomo di Neanderthal, questa creatura era diversa: un Sapiens ormai vicinissimo all'Homo Sapiens Sapiens.